# Albert Voß (Fußballspieler)
Albert Voß, teilweise auch Albert Voss geschrieben, (* 8. September 1951 in Ihlowerfehn) ist ein ehemaliger deutscher Fußballtorwart.

## Karriere
Nach ersten Station bei Friesenstolz Riepe und der SpVg Aurich wechselte Voß 1972 von den Kickers Emden zum VfB Oldenburg. Mit Oldenburg spielte er von 1972 bis 1974 in der zweitklassigen Fußball-Regionalliga Nord und absolvierte für das Team vom Stadion Donnerschwee 70 Regionalligaspiele. Im letzten Jahr der alten Regionalliga als Bundesligaunterbau, 1973/74, belegte der Torhüter mit dem VfB den sechsten Rang im Norden. In der Saison 1974/75 bestritt er alle 34 Spiele in der Amateuroberliga Nord und gewann mit seiner Mannschaft vor SV Arminia Hannover die Meisterschaft. In der Aufstiegsrunde zur 2. Bundesliga scheiterte Oldenburg gegen SC Westfalia Herne und den Spandauer SV. Voß war in allen vier Spielen zum Einsatz gekommen.
Anschließend wechselte er in die Bundesliga zu Werder Bremen. Bei Bremen war er Ersatzmann hinter Dieter Burdenski, der während der Zeit von Voß in Bremen eine Konstante war. Lediglich in einem Spiel musste Voß ihn vertreten: in der Saison 1977/78 am 16. Spieltag bei der 1:2-Niederlage gegen den 1. FC Kaiserslautern. Nachdem der damalige Werder-Trainer Hans Tilkowski sich für ihn starkgemacht hatte, lehnte er im Sommer 1977 ein lukratives Angebot von Atlas Delmenhorst ab und verlängerte stattdessen seinen Vertrag bei Werder langfristig. Nach dem Bremer Abstieg in die 2. Bundesliga kam er auf mehr Einsatzzeit. In der Nordstaffel absolvierte er acht Spiele und steuerte somit einiges zum sofortigen Wiederaufstieg bei. Dabei wollte Manager Rudi Assauer ihn im Winter 1980 zum Zweitligakonkurrenten Rot-Weiss Essen transferieren, der Wechsel scheiterte letztlich an den Auflagen durch den DFB.
Aus beruflichen Gründen wechselte der weiters in Sandkrug wohnhafte Voß im Sommer 1981 zurück zum VfB Oldenburg. Der Klub war nach einem Jahr Zweitklassigkeit wieder in die Oberliga abgestiegen. Nach einer Spielzeit zog er zum Oberligisten VfL Brake weiter. Dort blieb er ebenfalls nur eine Spielzeit, beim Bezirks-Oberligisten TuS Varel und dem TSV Ganderkesee ließ er anschließend im unterklassigen Amateurbereich seine Karriere ausklingen.
Im April 1988 spielte Voß eine Partie für den VfL Oldenburg, als sein Ex-Coach Helmut Mrosla, der ihn in den 1970er Jahren beim VfB Oldenburg trainiert hatte, für ein Landesligaspiel reaktivierte, da nach einem Platzverweis gegen den Stammtorhüter im vorhergehenden Spiel der Platz zwischen den Pfosten besetzt werden musste. Zu dieser Zeit hatte er eigentlich seine Karriere beendet und lief nur noch bei der AH-Mannschaft des VfL auf. Auf Vermittlung von Assauer half er 1991 kurzzeitig noch einmal beim FC Oberneuland aus und lief ansonsten bei diversen Promi- und Benefizspielen auf.